# Fagonia pachyacantha
Fagonia pachyacantha là một loài thực vật có hoa trong họ Zygophyllaceae. Loài này được Rydb. miêu tả khoa học đầu tiên năm 1910.